# Regiunea Omaheke
Omaheke este o regiune a Namibiei a cărei capitală este Gobabis. Are o populație de 67.496 locuitori și o suprafață de 84.731 km2.

## Subdiviziuni
Această regiune este divizată în 6 districte electorale:
- Otjinene
- Otjozondjou
- Steinhausen
- Gobabis
- Buitepos
- Aminuis